# Ємельяново (Казулінське сільське поселення)
Ємельяново (рос. Емельяново) — присілок Сафоновського району Смоленської області Росії. Входить до складу Казулінського сільського поселення.
Населення — 20 осіб (2007 рік).